# Мецка катедрала
Катедралата „Св. Стефан“ или Мецката катедрала (на френски: Cathédrale Saint-Étienne de Metz, на немски: Stephanuskathedrale von Metz) е готическа католическа катедрала в град Мец, департамент Мозел, регион Лорейн, Франция. Тя е създадена през XIV век при обединението на две църкви: нефът на „Св. Стефан“, построен през XIII век, е пристроен към северната страна на по-старата романска църква. Катедралата се намира в центъра на града, на Плац д'Арм (на френски: Place d'Armes), където е основен обект на историческата централна част на града.
През XV век са добавени напречен неф и хорове. Катедралата е трикорабна. С височината си 41,41 метра тя е третата по големина във Франция. По високи са само Катедрала в Бове и Амиенската катедрала.

## Витражи
Стъклописи са изработени от майстори Херман де Мюнстер през 14 век и Валентин Буш през 16 век. През 20 век художникът Марк Шагал изработва 19 витража за катедралата в периода между 1958 и 1968 г. Рожер Бисиер създава условия за по-нататъшното съхраняване на витражите.
- Нефът достига до 40 м височина
- Витражи на Мецката катедралата